# 無謬
| ウィキペディアには「無謬」という見出しの百科事典記事はありません（タイトルに「無謬」を含むページの一覧/「無謬」で始まるページの一覧）。 代わりにウィクショナリーのページ「無謬」が役に立つかもしれません。 |